# 8 av. J.-C.
Cette page concerne l'année 8 av. J.-C. du calendrier julien.

## Événements
- 27 Janvier, testament de Caius Caecilius Claudius Isidorus, selon Pline l'Ancien[1].
- Auguste et Tibère se rendent en Gaule[2].
- Auguste ordonne un recensement dans tout l'Empire pour la vingtième année de son règne.
- Tibère reprend la guerre contre les Germains. Il avance jusqu’à l’Elbe, traite avec les Suèves et les Marcomans, obligeant ceux qui refusent la paix à se retirer au-delà du fleuve, puis déporte sur la rive gauche du Rhin 40 000 Suèves et Sicambres[2].
- Organisation des provinces de Germanie inférieure et supérieure[3].
- Caius César, petit-fils d’Auguste, est présenté à l’Armée du Rhin[4].
- Le Sénat romain « offre » à l'empereur Auguste, pour ses vingt ans de règne, le mois qui s'appelait Sextilis dans le calendrier julien[2] qui deviendra août en français.
- Recensement à Rome : 4 233 000 citoyens romains dans l’empire[2] (Italie). Auguste récupère les données du cens quinquennal, et la déclaration régulière des naissances et des décès pour former un état civil.
- Saturninus est nommé légat en Syrie (fin en 6 av. J.-C.)[5].
- Plus ancienne trace de papier connue à ce jour, découvert en Chine le 9 août 2006[6].
- Inauguration de l'amphithéâtre de Mérida[7].

## Naissances
- Jean le Baptiste, prédicateur en Palestine (hypothèse).
- Jésus de Nazareth, considéré par les chrétiens comme le Messie (date supposée entre 8 et 2 av. J.-C.)

## Décès
- 27 novembre : Horace, poète romain[2].
- Messalla, orateur romain.
- Mécène, homme politique romain[2].